# Saint-Gilles-les-Bois
Saint-Gilles-les-Bois [sɛ̃ ʒil lɛ bwa] (en breton Sant-Jili-ar-C'hoad) est une commune du département des Côtes-d'Armor, dans la région Bretagne, en France.
L'origine du nom vient de Saint-Gilles, père abbé au Moyen Âge d'une abbaye près de Nîmes. D'autres sources le font moine ermite du VIe siècle invoqué comme protecteur des gens de mer, des cultivateurs et des bergers.

## Géographie

### Communes limitrophes
Cinq communes entourent Saint-Gilles-les-Bois.

### Hydrographie
Pour un article plus général, voir Réseau hydrographique des Côtes-d'Armor.
La commune est située dans le bassin Loire-Bretagne. Elle est drainée par le Goaz Mab, la Font Kerognan et le Poul Jaudour,,.

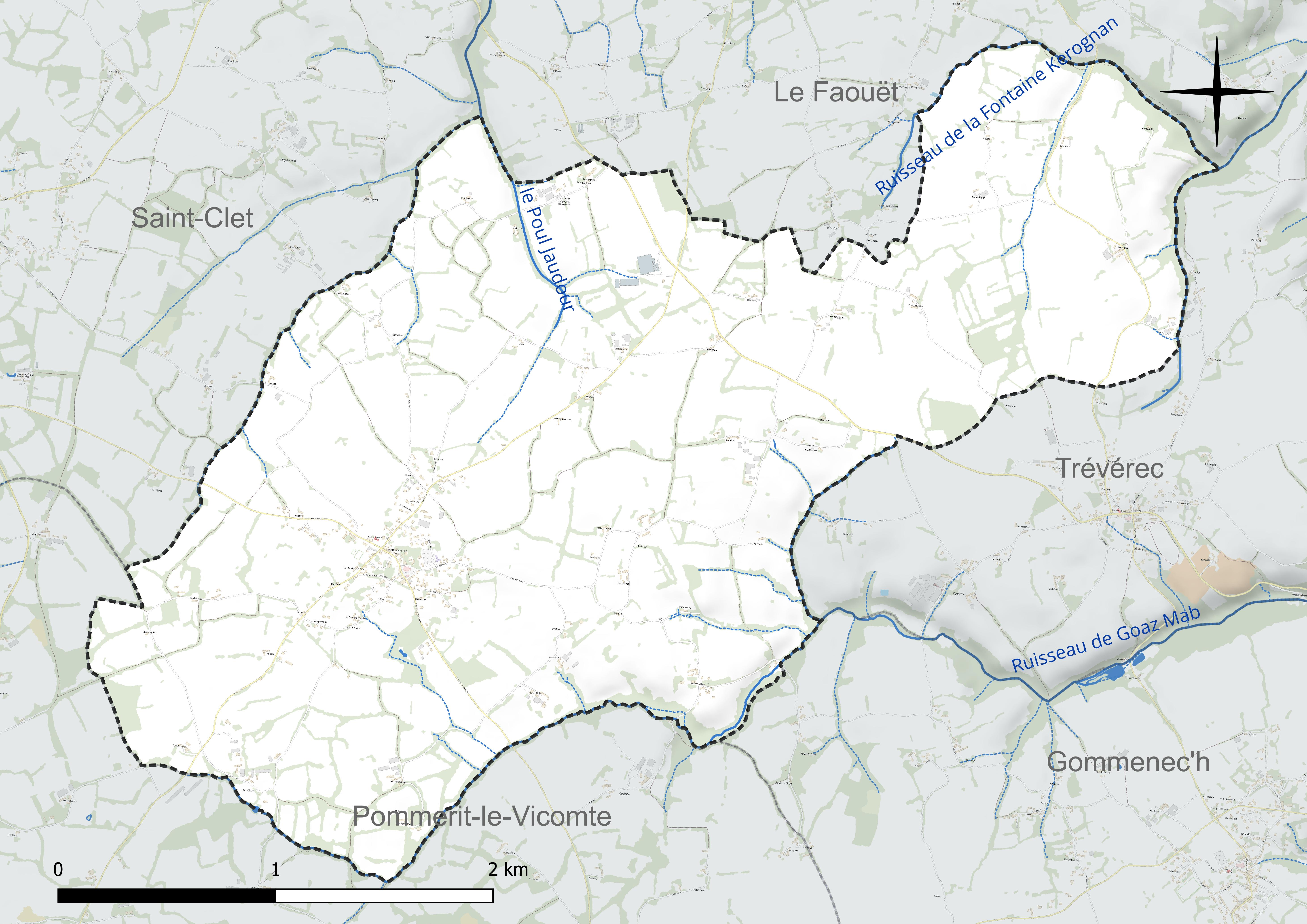
Réseau hydrographique de Saint-Gilles-les-Bois.

### Climat
Pour des articles plus généraux, voir Climat de la Bretagne et Climat des Côtes-d'Armor.
En 2010, le climat de la commune est de type climat océanique franc, selon une étude du CNRS s'appuyant sur une série de données couvrant la période 1971-2000. En 2020, Météo-France publie une typologie des climats de la France métropolitaine dans laquelle la commune est exposée à un climat océanique et est dans la région climatique  Finistère nord, caractérisée par une pluviométrie élevée, des températures douces en hiver (6 °C), fraîches en été et des vents forts. Parallèlement l'observatoire de l'environnement en Bretagne publie en 2020 un zonage climatique de la région Bretagne, s'appuyant sur des données de Météo-France de 2009. La commune est, selon ce zonage, dans la zone « Intérieur », exposée à un climat médian, à dominante océanique.  
Pour la période 1971-2000, la température annuelle moyenne est de 11,2 °C, avec une amplitude thermique annuelle de 10,9 °C. Le cumul annuel moyen de précipitations est de 839 mm, avec 13,7 jours de précipitations en janvier et 7 jours en juillet. Pour la période 1991-2020, la température moyenne annuelle observée sur la station météorologique la plus proche, située sur la commune de Lanleff à 7 km à vol d'oiseau, est de 11,7 °C et le cumul annuel moyen de précipitations est de 845,9 mm,. Pour l'avenir, les paramètres climatiques de la commune estimés pour 2050 selon différents scénarios d'émission de gaz à effet de serre sont consultables sur un site dédié publié par Météo-France en novembre 2022.

## Urbanisme

### Typologie
Au 1er janvier 2024, Saint-Gilles-les-Bois est catégorisée commune rurale à habitat dispersé, selon la nouvelle grille communale de densité à 7 niveaux définie par l'Insee en 2022.
Elle est située hors unité urbaine et hors attraction des villes,.

### Occupation des sols
L'occupation des sols de la commune, telle qu'elle ressort de la base de données européenne d’occupation biophysique des sols Corine Land Cover (CLC), est marquée par l'importance des territoires agricoles (95,7 % en 2018), en diminution par rapport à 1990 (98,3 %). La répartition détaillée en 2018 est la suivante : 
terres arables (74,3 %), zones agricoles hétérogènes (19,4 %), zones urbanisées (4,3 %), prairies (2,1 %). L'évolution de l’occupation des sols de la commune et de ses infrastructures peut être observée sur les différentes représentations cartographiques du territoire : la carte de Cassini (XVIIIe siècle), la carte d'état-major (1820-1866) et les cartes ou photos aériennes de l'IGN pour la période actuelle (1950 à aujourd'hui).

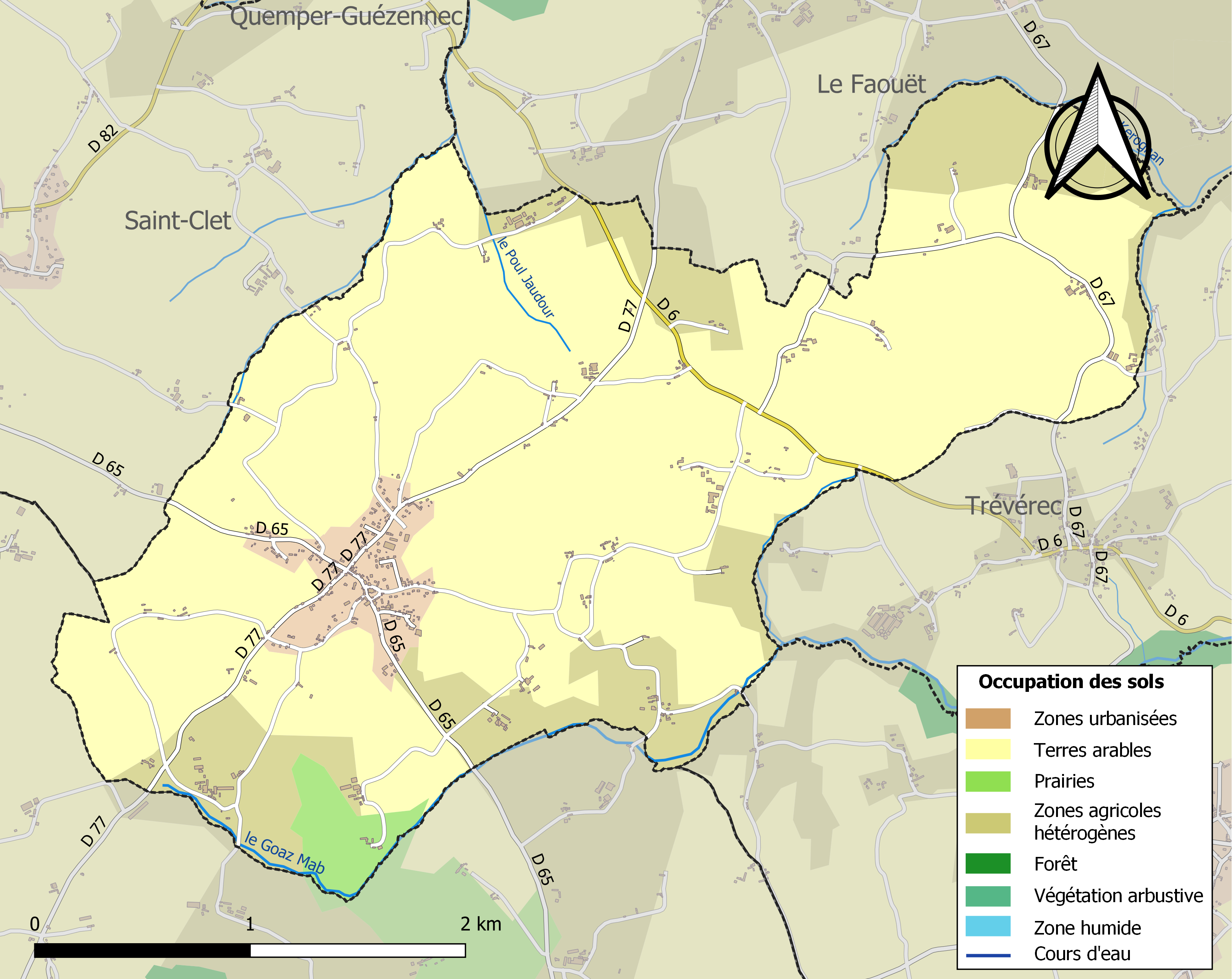
Carte des infrastructures et de l'occupation des sols de la commune en 2018 (CLC).

## Toponymie
Le nom de la localité est attesté sous les formes ecclesia Sancti Aegidi de Pommerit Vicecomitis en 1325, Saint-Gilles en 1426, treff de Saint Gile en 1464.

Son nom devint Saint-Gilles-le-Vicomte dès 1731, puis Saint-Gilles-le-Bescond en 1793 et Bellevue en 1794. Vers l’an IV, Bellevue est devenu Saint-Gilles, puis le 24 avril 1798, Saint-Gilles-les-Bois.
L'hagiotoponyme Saint-Gilles fait référence à Gilles l'Ermite au VIe siècle, invoqué comme protecteur des gens de mer, des cultivateurs et des bergers.
Sant-Jili-ar-C'hoad en breton.

## Histoire
Saint-Gilles-les-Bois, avec la paroisse voisine de Pommerit-le-Vicomte, constitue le berceau de la famille de Kermoysan qui y possédait notamment la terre et le manoir de Goasmap, puis du Rumeur. Tugdual de Kermoysan en est l'un des plus illustres représentants.

### LeXXesiècle

#### La Première Guerre mondiale
Le monument aux morts de Saint-Gilles-les-Bois porte les noms des 44 soldats morts pour la Patrie pendant la Première Guerre mondiale. 

#### La Seconde Guerre mondiale
Le monument aux morts de Saint-Gilles-les-Bois porte les noms de 7 personnes mortes pour la France durant la Seconde Guerre mondiale.

## Politique et administration

### Vie politique
| Période                                  | Période        | Identité              | Étiquette | Qualité     |
| ---------------------------------------- | -------------- | --------------------- | --------- | ----------- |
| 3 juillet 2020                           | En cours       | Nathalie Cosse        |           |             |
| 2001                                     | 3 juillet 2020 | Philippe Planté       | DVD       | agriculteur |
| 1959                                     | 2001           | Émile Marquier        | DVD       | agriculteur |
| 1945                                     | 1959           | Francisque Mercier    |           |             |
| 1944                                     | 1945           | Joseph Dornemin       |           |             |
| 1941                                     | 1944           | Yves Mie Guillaume    |           |             |
| 1925                                     | 1941           | Joseph Dornemin       |           |             |
| 1922                                     | 1925           | Jean Mie Ollivier     |           |             |
| 1919                                     | 1922           | François Pérennès     |           |             |
| 1908                                     | 1919           | Yves Mie Le Mercier   |           |             |
| 1906                                     | 1908           | Pierre Garsmeur       |           |             |
| 1888                                     | 1906           | Augustin Corre        |           |             |
| 1882                                     | 1888           | François Le Mercier   |           | Voir note   |
| 1881                                     | 1882           | Yves Mie Gouronnec    |           |             |
| 1878                                     | 1881           | François Le Mercier   |           | Voir note   |
| 1876                                     | 1878           | François Mie Pérennès |           |             |
| 1874                                     | 1876           | François Le Mercier   |           | Voir note   |
| 1871                                     | 1874           | Guillaume Pérennès    |           |             |
| 1858                                     | 1871           | Jean Marie Le Calvez  |           |             |
| 1854                                     | 1858           | Charles Le Calvez     |           |             |
| 1849                                     | 1854           | Nicolas Pérennès      |           |             |
| 1835                                     | 1849           | Charles Le Calvez     |           |             |
| 1832                                     | 1835           | Jacques Ollivier      |           |             |
| 1815                                     | 1832           | Charles Le Calvez     |           |             |
| 1792                                     | 1815           | Gilles Le Page        |           |             |
| Les données manquantes sont à compléter. |                |                       |           |             |

Note : Un acte de naissance établi le 29 octobre 1891 est signé de François Mercier. Ce dernier était donc encore maire pendant la mandature postérieure à 1888, et ne s'appelait pas 'le' Mercier
Note : De nombreux actes attestent de la présence de monsieur Jean Marie OLLIVIER en tant que Maire de Saint-Gilles-les-Bois à ces périodes de guerre:
De décembre 1915 à décembre 1918
Conseiller Municipal délégué à la fonction de Maire de Saint-Gilles-les-Bois en tant qu'Officier d'Etat-Civil.

### Enseignement primaire
La première école publique de garçons fut ouverte en 1841 et la première école publique de filles le fut en 1881. Celle-ci, bien que communale a été dirigée par des religieuses jusqu'à sa laïcisation à l'occasion de la rentrée scolaire 1900. La seconde école publique de garçons (en remplacement de la première) fut mise en service en 1888. Le premier instituteur public fut Pierre Lozach et le dernier a été Roland Guyomard.
L'école privée Sainte-Anne a été créée en 1901. C'est en 2008 la seule école existante car l'école publique a fermé à la fin de l'année scolaire 1989.

## Démographie
L'évolution du nombre d'habitants est connue à travers les recensements de la population effectués dans la commune depuis 1793. Pour les communes de moins de 10 000 habitants, une enquête de recensement portant sur toute la population est réalisée tous les cinq ans, les populations de référence des années intermédiaires étant quant à elles estimées par interpolation ou extrapolation. Pour la commune, le premier recensement exhaustif entrant dans le cadre du nouveau dispositif a été réalisé en 2005.

En 2022, la commune comptait 389 habitants, en évolution de −9,11 % par rapport à 2016 (Côtes-d'Armor : +1,78 %, France hors Mayotte : +2,11 %).
| 1793  | 1800 | 1806 | 1821  | 1831  | 1836  | 1841 | 1846  | 1851  |
| ----- | ---- | ---- | ----- | ----- | ----- | ---- | ----- | ----- |
| 1 011 | 846  | 939  | 1 051 | 1 004 | 1 020 | 960  | 1 013 | 1 045 |

| 1856  | 1861  | 1866  | 1872 | 1876 | 1881 | 1886 | 1891 | 1896 |
| ----- | ----- | ----- | ---- | ---- | ---- | ---- | ---- | ---- |
| 1 031 | 1 050 | 1 047 | 970  | 983  | 924  | 935  | 902  | 827  |

| 1901 | 1906 | 1911 | 1921 | 1926 | 1931 | 1936 | 1946 | 1954 |
| ---- | ---- | ---- | ---- | ---- | ---- | ---- | ---- | ---- |
| 760  | 744  | 738  | 640  | 608  | 600  | 539  | 543  | 546  |

| 1962 | 1968 | 1975 | 1982 | 1990 | 1999 | 2005 | 2006 | 2010 |
| ---- | ---- | ---- | ---- | ---- | ---- | ---- | ---- | ---- |
| 550  | 512  | 471  | 451  | 421  | 401  | 406  | 408  | 409  |

| 2015 | 2020 | 2022 | - | - | - | - | - | - |
| ---- | ---- | ---- | - | - | - | - | - | - |
| 422  | 396  | 389  | - | - | - | - | - | - |

## Patrimoine
L'église Saint-Gilles date du XVIIIe siècle, avec les différentes parties comme suit : la nef, 1757 ; les fonts baptismaux, 1755 ; le porche, 1782. La tour date de 1680. L'édifice est inscrit aux monuments historiques depuis 1925.

## Religion
Liste des recteurs de Saint-Gilles-les-Bois :
- 1686 : Roland Duhamel
- 1718 : Alain Saint Jalmes
- 1726 : Gervais Coatarel
- 1732 : Thibault Guyomard
- 1740 : Thibault Armez
- 1775 : Louis Cozon
- 1783 : ? de Kermel
- 1784 : Henri Le Gall
- 1803 : Jean Pérennès
- 1820 : Mathurin Ribindaine
- 1851 : François Hamon
- 1861 : Guillaume Richard
- 1877 : Yves Le Bivic
- 1886 : Yves Mie Feuillet
- 1901 : Victor Guillou
- 1909 : Louis Cozler
- 1919 : Pierre Le Troadec
- 1932 : Germain Thomas
- 1942 : Louis Mahé
- 1948 : Jean Le Bouffant
- 1974 : Yves Le Clech, jusqu'en 1981

La paroisse de Saint-Gilles-les-Bois est desservie ensuite par Pommerit-le-Vicomte... Quemper-Guézennec

## Personnalités liées à la commune
- Tugdual de Kermoysan, dit "Le Bourgeois" né à Saint-Gilles-les-Bois entre 1390 et 1400, compagnon de Jeanne d'Arc.
- François Quilgars (1889-1948), athlète et éducateur.
- Albert Préjean (1893-1979), acteur et chanteur dont la mère, Marie Augustine Hamon (1875-1959), était originaire de Saint-Gilles-les-Bois.

## Loisirs
Le Jardin des Mélanges : c'est un jardin, où les plantes rustiques locales s’accommodent de la fréquentation de poteries, d’instruments de cuisine en seconde vie colorée et de personnages étranges sortis de livres de contes.

## Héraldique
| Blason de Saint-Gilles-les-Bois | Blason  | De gueules à sept coquilles d'argent, 3, 3 et 1. |
| Blason de Saint-Gilles-les-Bois | Détails | Le statut officiel du blason reste à déterminer. |